# Alexander Schleicher Rhönbussard
Dimensions
Le Schleicher Rhönbussard, aussi connu sous le nom de DFS Rhönbussard est un planeur d'entraînement intermédiaire utilisable en compétition. Il est conçu par Hans Jacobs en Allemagne au début des années 1930. Plus de 200 exemplaires sont construits.

## Conception et développement
Au début des années 1930, un écart important en termes de performances, de taille et de coût s'est creusé entre les modèles de planeur d'apprentissage et de débuts en vol sur la campagne, comme le Grunau Baby, et les planeurs les plus performants comme le Schleicher Rhönadler. En 1932, le fabricant de planeurs Alexander Schleicher s'adresse à Hans Jacobs, alors à la RRG ( Rhön-Rossitten Gesellschaft ) sur la Wasserkuppe, pour lui demander d'étudier un planeur plus preformant que le Baby mais plus petit, moins cher et plus facile à piloter que le Rhönadler de Jacobs. Le résultat est le Rhönbussard (en français, la buse de la Rhön). Comme il a été produit dans les usines Schleicher on leur attribue souvent le planeur
. En 1933, le RRG est remplacé par la DFS ( Deutsche Forschungsanstalt für Segelflug ) appartenant à l'État à Darmstadt, où Jacobs déménage et continue à perfectionner le Rhönbussard, d'où le nom alternatif.
Le Rhönbussard est un planeur en bois et toile  tout en bois et tissu, avec une envergure supèrieure d'1.43 m à celle du Grunau Baby 1, une charge alaire 50% plus élevée et une aérodynamique très améliorée avec une aile cantilever et un fuselage profilé de section ovale. L'aile, sans dièdre présente une section centrale à corde constante et des panneaux extérieurs effilés se terminant par saumons elliptiques. Elle est construite autour d'un mono longeron Le bord d'attaque est coffré en contreplaqué jusqu'au longeron pour former un caisson de torsion. En arrière du longeron, l'aile est entoilée. Le bord de fuite des panneaux extérieurs est occupé par les ailerons. Les premiers Rhönbussards n'ont pas d'aérofreins mais les modèles ultérieurs ont suivi les développements du DFS à ce sujet : d'abord avec des surfaces sortant uniquement à l'extrados puis avec des aérofreins de type DFS ou deux surfaces à l'intrados et l'extrados reliées par des biellettes pivotent autour d'un axe commun placé dans le sens de l'envergure à peu près à mi-corde et enfin avec des freins Schempp-Hirth à parallélogramme déformable montés juste derrière le longeron. 
L'aile est montée sur un pylône rejoignant le fuselage proprement dit. Il est légèrement plus court que celui du Baby et, pour des raisons de centrage, le poste de pilotage torpédo du Rhönbussard se trouve sous le bord d'attaque de l'aile, limitant la vue du pilote vers le haut et vers l'arrière. Le fuselage est coffré en contreplaqué sur toute sa surface y compris la dérive et le sabot de queue à l'exception d'un cône de nez en métal. La dérive est étroite et à bords droits, mais le gouvernail entoilé descend jusqu'à la base du fuselage et est arrondi. La profondeur est entoilée, droite et effilée. Son extrémité est carrée. Elle est placée sur le dessus du fuselage, avec son bord de fuite en avant du gouvernail. Le Rhönbussard décolle sur un BO largable et se pose sur un patin en bois. 
Le Rhönbussard vole la première fois en 1933. 

## Historique opérationnel
Comme prévu, le Rhönbussard s'est avéré populaire, offrant de bonnes performances à un coût modéré, et plus de deux cents sont construits par Schleicher. Seize d'entre eux participent à la 15e réunion internationale de la Rhön en 1934, où ils sont seulement dépassés en nombre par les Grunau Baby. Deux ans plus tard, lors de la même réunion, Eugen Wagner réussit un vol de 325 km. de nombreux autres vols de 200 à 300 km sont réalisés ensuite. En compétitions, il obtient régulièrement de bons résultats. 
Un Rhönbussard a presque établi un record du monde d'altitude en planeur en 1936. Piloté par Hermann Seeler, il atteint plus de 5 000 m mais perd le contrôle dans les nuages et le planeur casse. Seeler saute en parachute, mais son baromètre scellé n'a pas cette chance et sa performance n'est pas homologuée pas été enregistré. Malgré cet épisode la structure du Rhönbussard est solide il est utilisé par plusieurs pionniers de la voltige en planeur lors de démonstrations. 
Trois Rhönbussards figurent sur les registres des aéronefs civils européens en 2010, deux en Allemagne et un en Belgique. L'un des planeurs allemands a autrefois servi dans la Royal Air Force sous immatriculation civile. 

## Avions exposés
- Deutsches Segelflugmuseum mit Modellflug, Wasserkuppe : Rhönbussard[6].